# Kōichi Toyosaki
Kōichi Toyosaki (jap. 豊崎 光一, Toyosaki Kōichi; * 20. Dezember 1935 in Tokio; † 12. Juni 1989) war ein japanischer Frankoromanist.
Toyosaki studierte bis 1959 Romanistik an der Gakushūin Daigaku in Tokio und war dann drei Jahre (1960-3) in Paris zu Forschungszwecken. Nach seiner Rückkehr wurde er zum ordentlichen Professor ernannt.
Er übersetzte französische Werke u. a. von Jean-Marie Gustave Le Clézio, Pierre Klossowski, Michel Foucault, Maurice Blanchot und Gilles Deleuze ins Japanische. Sein besonderes Interesse galt dem französischen Ethnologen, Schriftsteller und Schiffsarzt Victor Segalen und dem französischen Dichter Comte de Lautréamont, dessen gesammelte Werke er ins Japanische übersetzte.

## Selbstständige Werke
- Yohaku to sono yohaku mata wa miki no nai tsugiki (余白とその余白または幹のない接木), 1974
- Suna no kao (砂の顔), 1975
- Tasha to (shite no) bōkyaku: Metaphore Metamorphose (他者と(しての)忘却 メタフォール メタモルフォーズ, ~: Metafōru Metamorufōzu), 1986
- Montebako (文手箱), 1986
- Family Romance – Text, Context, Pretext (ファミリー・ロマンス－テクスト・コンテクスト・プレ(-)テクスト, Famirī Romansu – Tekusuto, Kontekusuto, Pure(-)tekusuto), 1988
- Chronic (クロニック, Kuronikku), 1989
- Holonic (ホロニック, Horonikku), 1989